# بائکونسان
بائکونسان (به لاتین: Baekunsan) یک کوه در اولسان، کره جنوبی است که ۸۸۵ متر ارتفاع دارد.